# 發財先鋒
發財先鋒（英語：Money Catcher，來港前稱），是一匹在紐西蘭和香港出賽的賽駒，來港後練馬師是羅富全。

## 簡介
週歲價為13,000紐西蘭元的「發財先鋒」以紐西蘭為基地。「發財先鋒」曾先後在三級賽Bonecrusher錦標、二級賽奧克蘭堅尼和二級賽雅旺第堅尼取得亞軍。其後，「發財先鋒」被運來香港服役，加盟羅富全馬房。
2022年1月9日，「發財先鋒」於香港首次出賽。
2022年2月27日，梁家俊策騎「發財先鋒」出戰四歲系列賽次關香港經典盃，以兩個馬位之差不敵「加州星球」，取得第三名。
2022年3月20日，梁家俊策騎「發財先鋒」出戰四歲系列賽尾關香港打吡大賽，以兩個半馬位之差不敵「浪漫勇士」，取得第三名。
2022年11月6日，蘇兆輝策騎「發財先鋒」勝出國際三級賽婦女銀袋賽，打開其在港的勝利之門。賽後，蘇兆輝指出「發財先鋒」的負磅比「美麗同享」少負二十磅是勝負關鍵。他說道：「今仗『發財先鋒』顯然佔有輕磅之利，我能夠獲得這匹坐騎實屬十分幸運。我原先以為『嘉應之星』會帶頭，怎知牠並沒有這樣做，於是我們自行領放。坐騎喜歡帶頭。跑到八百米處，以坐騎的負磅，我心知好運將會降臨。希望這場勝仗會增強牠下一仗的信心。以往牠有過不少機會，可惜都未能奏凱。今日憑輕磅之助，牠終於打破悶局。」練馬師羅富全說道：「這匹馬以往運氣一直差多少，總是跑第二、第三以及第四。今次終於能夠替馬主勝回一仗，我十分開心。這場頭馬我們已經等了很久。事前我們定下策略，假如沒有對手願意領放，我們便自己帶頭。我不知道為何牠（『嘉應之星』）不帶頭，或者牠出閘慢了一點，我們因此能夠領放。如此對『發財先鋒』很有利。」
2022年12月11日，蘇兆輝策騎「發財先鋒」出戰國際一級賽香港盃，不敵「浪漫勇士」及「野田小子」，取得第三名。
2023年1月11日，蘇兆輝策騎「發財先鋒」勝出國際三級賽一月盃。賽後，蘇兆輝說道：「這是匹不斷在進步中的馬，自從牠在港打開勝利之門後，馬兒信心得以增強，陣上表現亦愈來愈好，在香港國際賽當日牠便獲得一席出色的季軍，相信在季內牠仍會續有進步。在今日的場地上，牠的走規未算太好，跑馬地的場地對牠來說亦稍為緊迫了一點，因牠是匹體型龐大的馬，步幅闊大，但整體來說牠今日亦能交出上佳的水準。」練馬師羅富全說道：「『發財先鋒』能夠勝出，確是實至名歸，牠向來演出準繩，只要牠能領放或守在第二、三位，牠便會交出好表現。」
2023年2月26日，蘇兆輝策騎「發財先鋒」出戰國際一級賽香港金盃，不敵香港馬王「金鎗六十」及「浪漫勇士」，取得第三名。

## 在港勝出賽事全紀錄
| 比賽日期   | 賽事名稱             | 賽事班次 | 賽道 | 賽事路程 | 比賽馬場   | 名次 | 完成時間 | 騎師   |
| ---------- | -------------------- | -------- | ---- | -------- | ---------- | ---- | -------- | ------ |
| 06/11/2022 | 莎莎婦女銀袋（讓賽） | G3       | 草地 | 1800米   | 沙田馬場   | 1    | 1:46.34  | 蘇兆輝 |
| 11/01/2023 | 一月盃（讓賽）       | G3       | 草地 | 1800米   | 跑馬地馬場 | 1    | 1:47.94  | 蘇兆輝 |

## 在港一級賽出賽全紀錄
| 比賽日期   | 賽事名稱         | 賽事班次 | 賽道 | 賽事路程 | 比賽馬場 | 名次 | 完成時間 | 騎師   |
| ---------- | ---------------- | -------- | ---- | -------- | -------- | ---- | -------- | ------ |
| 11/12/2022 | 浪琴香港盃       | G1       | 草地 | 2000米   | 沙田馬場 | 3    | 2:00.54  | 蘇兆輝 |
| 26/02/2023 | 花旗銀行香港金盃 | G1       | 草地 | 2000米   | 沙田馬場 | 3    | 2:00.23  | 蘇兆輝 |
| 30/04/2023 | 富衛保險女皇盃   | G1       | 草地 | 2000米   | 沙田馬場 | 4    | 2:02.40  | 蘇兆輝 |
| 28/05/2023 | 渣打冠軍暨遮打盃 | G1       | 草地 | 2400米   | 沙田馬場 | 5    | 2:27.21  | 梁家俊 |
| 10/12/2023 | 浪琴香港盃       | G1       | 草地 | 2000米   | 沙田馬場 | 9    | 2:02.80  | 梁家俊 |
| 25/02/2024 | 花旗銀行香港金盃 | G1       | 草地 | 2000米   | 沙田馬場 | 11   | 2:03.35  | 霍宏聲 |

## 外部連結
- . 2022-11-06  [2022-11-06]. （原始内容存档于2022-11-07）.
- . 2023-01-12  [2023-01-12]. （原始内容存档于2023-12-09）.